# Campeonato Baiano de Futebol de 2014 - Segunda Divisão
A Segunda Divisão do Campeonato Baiano de Futebol de 2014 foi a 45° edição da competição, a ser realizado no estado da Bahia e organizado pela Federação Bahiana de Futebol, que equivale ao segundo nível da campeonato baiano.

## Regulamento
Os dez clubes ficarão em um mesmo grupo, onde todos se enfrentarão em jogos apenas de ida. O sistema de pontos corridos será mantido e os dois primeiros colocados da fase conquistarão o acesso à Primeira Divisão de 2015. Ambos ainda disputarão, em jogos de ida e volta, o título, nos dias 18 e 25 de maio. Além dos troféus de campeão e vice, as duas equipes ainda garantirão vagas na Copa Governador do Estado, que vale uma das vagas na Copa do Brasil. Neste ano, não haverá rebaixamento, mas as equipes que terminarem o Estadual nas duas últimas colocações terão que se submeter à disputa do Torneio Seletivo para voltarem a participar da Segunda Divisão em 2015.

## Clubes participantes
Nesse ano não houve disputa do Torneio Seletivo. Havia somente sete clubes inscritos para a Segunda Divisão, que é disputada por 10, e dos quatro inscritos para o Torneio Seletivo o Poções teve seu mando de campo (o Estádio Heraldo Curvelo) reprovado. Dessa forma, Ipitanga, Jacobina e Leônico foram diretamente incluídos na disputa da divisão de acesso à elite do futebol baiano.
| Clube                             | Cidade           | Estádio                | Em 2013          | Títulos (mais recente) |
| --------------------------------- | ---------------- | ---------------------- | ---------------- | ---------------------- |
| Alagoinhas Atlético Clube         | Alagoinhas       | Carneirão              | 12º (1° divisão) | 0 (não possui)         |
| Colo Colo de Futebol e Regatas    | Ilhéus           | Mário Pessoa           | 5° (2° Divisão)  | 1 (1999)               |
| Clube Esportivo Flamengo          | Guanambi         | 2 de Julho             | 4° (2° Divisão)  | 0                      |
| Fluminense de Feira Futebol Clube | Feira de Santana | Joia da Princesa       | 11º (1° Divisão) | 0 (não possui)         |
| Itabuna Esporte Clube             | Itabuna          | Luiz Viana Filho       | 3° (2° Divisão)  | 1 (2002)               |
| Esporte Clube Ipitanga Bahia      | Lauro de Freitas | Gerino de Souza Filho  | 9° (2° Divisão)  | 1 (2004)               |
| Jacobina Esporte Clube            | Jacobina         | José Rocha             | Não participou   | 0                      |
| Associação Desportiva Jequié      | Jequié           | Waldomiro Borges       | 8º (2° Divisão)  | 1 (1992)               |
| Associação Desportiva Leônico     | Salvador         | Junqueira Ayres        | Não participou   | 0                      |
| Esporte Clube Ypiranga            | Salvador         | Luís Eduardo Magalhães | 7° (2° Divisão)  | 2 (1990)               |

## Estádios

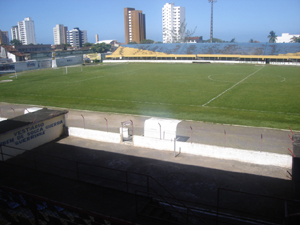
Mário Pessoa
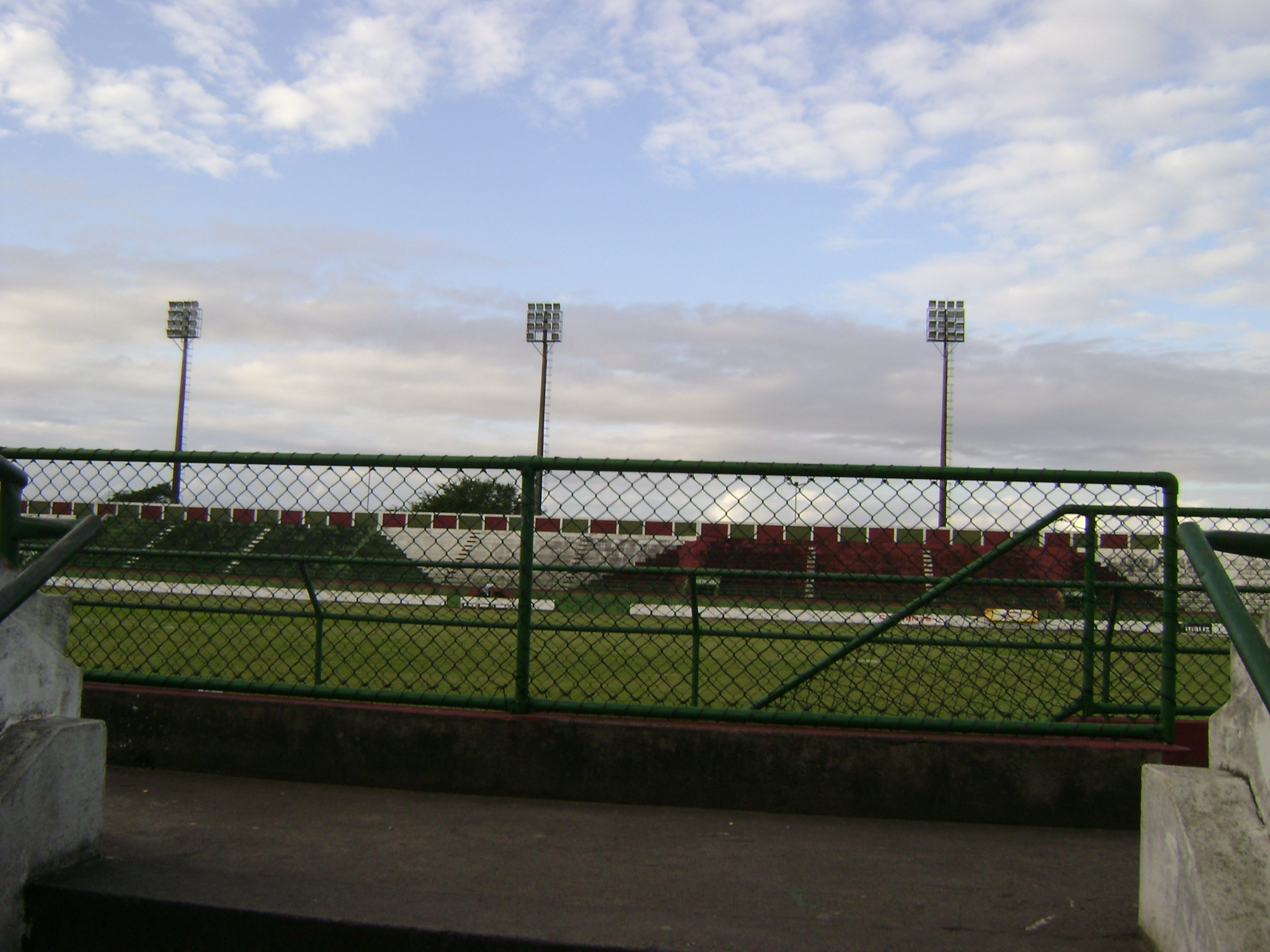
Joia da Princesa
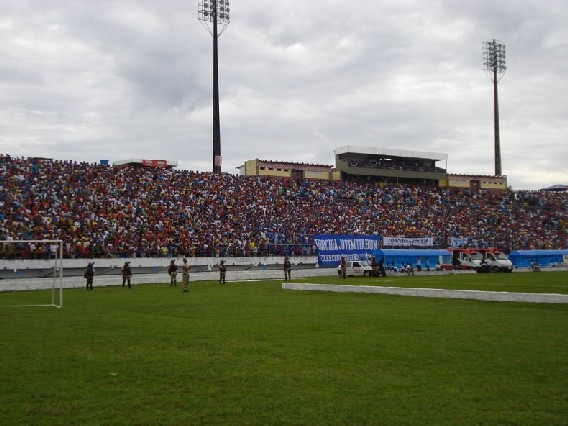
Itabunão
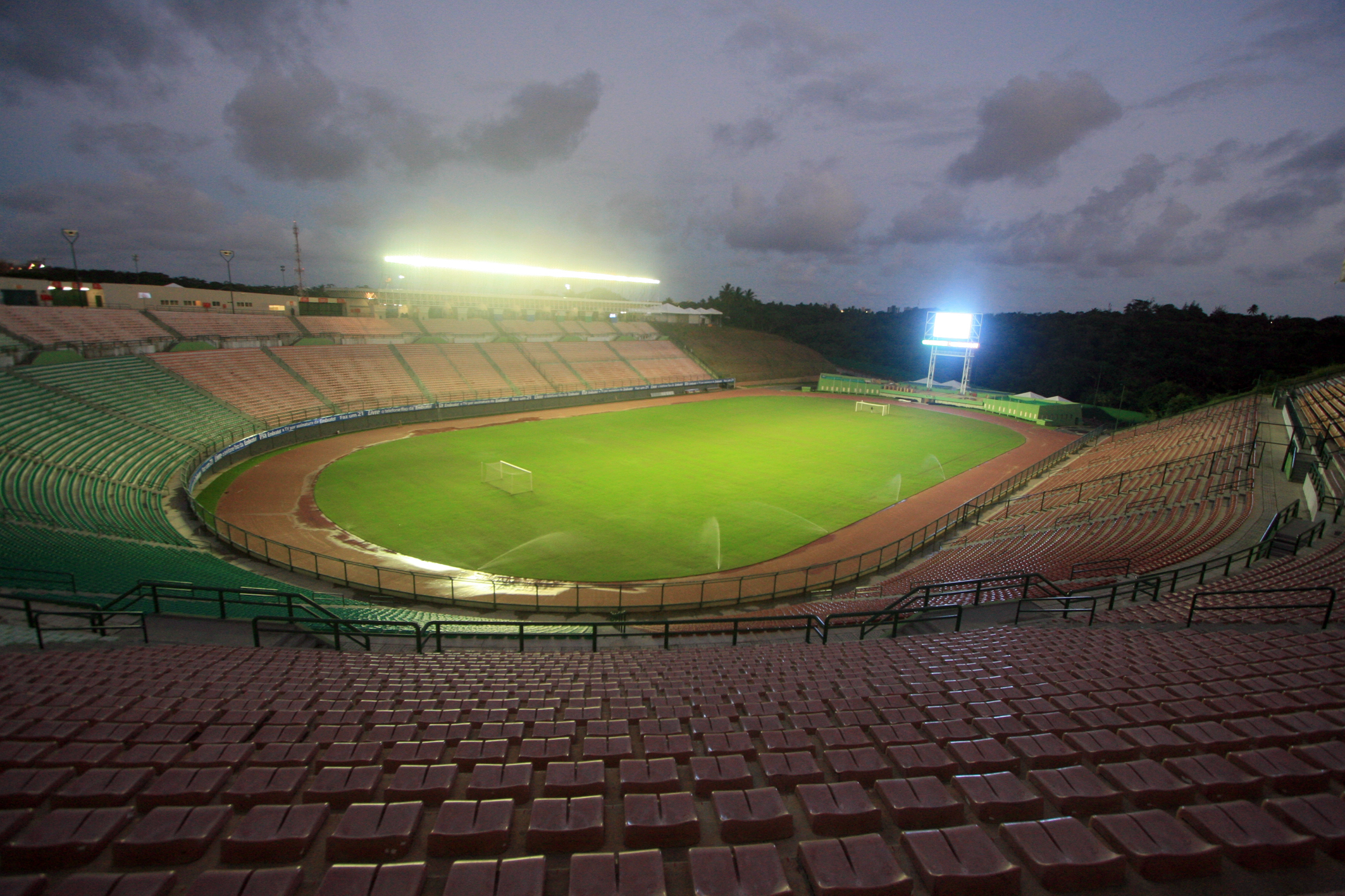
Pituaçu

## Primeira fase

### Jogos
Para ler a tabela, a linha horizontal representa os jogos da equipe como mandante. A coluna vertical indica os jogos da equipe como visitante.
| Jogos "clássicos" estão em negrito. | Vitória do mandante. | Vitória do visitante. | Empate. |

|                        | AAL | COL | FLG | FLF | ITA | IPI | JAC | JEQ | LEO | YPI |
| ---------------------- | --- | --- | --- | --- | --- | --- | --- | --- | --- | --- |
| Atlético de Alagoinhas | —   |     | 2-3 | 0-0 | 2-1 |     |     | 3-2 |     | 2-0 |
| Colo Colo              | 2-0 | —   |     |     | 2-1 |     | 1-0 | 0-0 | 6-0 |     |
| Flamengo de Guanambi   |     | 0-0 | —   |     | 2-1 | 6-0 |     |     | 4-3 | 3-1 |
| Fluminense de Feira    |     | 0-3 | 1-1 | —   |     |     | 1-1 |     | 1-0 | 2-1 |
| Itabuna                |     |     |     | 2-0 | —   | 3-0 | 0-1 | 2-1 | 2-1 |     |
| Ipitanga               | 1-4 | 0-5 |     | 1-3 |     | —   |     |     | 1-1 |     |
| Jacobina               | 2-1 |     | 3-0 |     |     | 4-1 | —   | 3-0 |     |     |
| Jequié                 |     |     | 1-3 | 2-0 |     | 3-0 |     | —   |     | 2-2 |
| Leônico                | 1-4 |     |     |     |     |     | 0-1 | 0-1 | —   | 1-2 |
| Ypiranga               |     | 0-1 |     |     | 2-1 | 6-0 | 0-0 |     |     | —   |

## Final
| 17 de maio | Jacobina | 0 – 0 | Colo Colo | José Rocha, Jacobina |
| 15:00      |          |       |           |                      |

| 25 de maio | Colo Colo                           | 2 – 2 | Jacobina               | Mário Pessoa, Ilhéus |
| 15:00      | Peixoto 19' · Wagner Alagoano 45+1' |       | 47' Marcone · 75' Hugo |                      |

## Premiação
| Campeão Baiano de 2014 da Segunda Divisão |
| ----------------------------------------- |
| Colo Colo-BA (2° título)                  |